# Явор Нотев
Явор Божилов Нотев е български политик, член на Централния сбор на „Атака“. Народен представител от „Атака“.

## Биография
Явор Нотев е роден на 10 юли 1957 година в град София. Завършва право в СУ „Св. Климент Охридски“. Пет години работи като следовател в отдела за разследване на тежки аварии и катастрофи. От 1988 година е адвокат от Софийската колегия и работи по наказателни дела. Депутат от „Атака“ в 41-вото, 42-рото, зам.-председател на XLIII народно събрание, зам.-председател на Комисията по правни въпроси и първи ротационен председател на подкомисията за контрол на СРС-та. Кандидат за кмет на гр. София през 2015 г., кандидат за вицепрезидент на Република България от „Атака“ през 2016 г., в двойка с кандидат-президент Красимир Каракачанов от „ВМРО“. Двойката получава подкрепата на парламентарно представените партии от Патриотичния фронт – „ВМРО“ и „НФСБ“, както и на „Атака“. На 30 септември 2016 г. те се регистрират в ЦИК като „Обединени патриоти – НФСБ, Атака и ВМРО“. Получават 14,97% на изборите или подкрепата на 573 016 български граждани, което им отрежда трето място. На балотажа патриотите не дават подкрепата си нито за Румен Радев, нито за Цецка Цачева.